# Ганноверский хор мальчиков
Ганноверский хор мальчиков (нем. Knabenchor Hannover) был основан в 1950 году профессором Хайнцем Хеннигом (нем. Horst-Heinz Henning) и является частью ганноверской хоровой традиции, восходящей к «Королевскому ганноверскому придворному и шлосскирхенскому хору» XIX века и хору мальчиков позднеготической церкви Маркткирхе.

## Описание
Коллектив быстро перерос своё региональное значение, превратившись в музыкальный ансамбль общеевропейского уровня. Тем не менее, эта традиция продолжает своё воздействие в его хоровой работе, в разнообразии задач и репертуара, в художественных требованиях серьёзности интерпретации.
Со временем ганноверский хор мальчиков разучил и компетентно исполнил важнейшие произведения немецкой и зарубежной хоровой литературы, уделяя, пожалуй, особое внимание основным вокальным произведениям Генриха Шютца и Иоганна Себастьяна Баха. Гастролируя во многих странах, хор преподнес принятые интерпретации музыкальных произведений и при этом всегда серьёзно относился к себе и к публике, не делая уступок присутствующим иногда другим ожиданиям со стороны слушателей.
Руководитель хора и его сотрудники гордятся, конечно, достигнутыми успехами, почестями, признанием и призами, которые завоевал хор мальчиков. Тем не менее смысл своей художественной и педагогической деятельности они видят в образовательном воздействии интенсивной музыкальной работы на доверенных им детей и юношей.
Отсюда вытекает последовательное ведение общей хоровой работы через все ступени, начиная с элементарно-игровых основных курсов через предварительный класс до основного и концертного хора, и далее через ориентированные на теорию и историю музыки курсы для тех, у кого происходит ломка голоса, до нового поступления молодых взрослых мужских голосов.